# Herman Vrehen
Herman Vrehen (Susteren, 24 februari 1962) is een Nederlands bestuurder en politicus. Namens het CDA was hij van 2003 tot 2009 gedeputeerde van Limburg voor economische zaken en financiën.

## Loopbaan
Vrehen doorliep het Bisschoppelijk College Sittard en studeerde zoötechniek aan de Universiteit Wageningen. Hij was bijna dertien jaar werkzaam bij de Limburgse Land- en Tuinbouwbond (LLTB) voor hij in 2003 namens het CDA gedeputeerde van Limburg werd met in zijn portefeuille economische zaken en financiën. In 2009 stapte hij op nadat hij in opspraak was geraakt in de zogenoemde Sinterklaasaffaire waarbij in Echt-Susteren twee wethouders geld gaven aan verenigingen buiten de gemeenteraad om. Vrehen was bestuurslid van de lokale CDA-afdeling. Hierna was hij directeur van Licom dat tijdens zijn bestuursperiode in 2012 failliet ging. Vrehen was vervolgens werkzaam als interim manager en omgevingsmanager. Hij is daarmee betrokken bij het opbouwen van een gemeentelijk landschapspark. 

## In opspraak
Per 2015 werd hij directeur van de Stichting Instandhouding Kleine Landschapselementen in Limburg (IKL). Hier raakte Vrehen in maart 2021 in opspraak omdat hij tonnen aan subsidies naar eigen bv's zou hebben doorgesluisd. CDA-gedeputeerden Ger Koopmans en Hubert Mackus traden op 26 maart af om deze affaire. Eind maart 2021 zegde Vrehen zijn lidmaatschap van het CDA op. Op 9 april trad het gehele college van gedeputeerde staten van Limburg af en kondigde ook commissaris van de Koning (gouverneur) Theo Bovens zijn vertrek aan. Naar instellingen waar Vrehen bij betrokken was, is sinds 2013 ruim 19 miljoen euro aan subsidies, opdrachten en andere bedragen vanuit de provincie Limburg gegaan. Verschillende organisaties verbraken hierna de banden met Vrehen. Eind juni 2021 verscheen een rapport van hoogleraar Rienk Goodijk in opdracht van de raad van toezicht van IKL. Hierin werd geconcludeerd dat er geen sprake was van zelfverrijking maar wel van belangenverstrengeling en gebrekkig toezicht. De raad van toezicht van IKL onderschreef de conclusies van het rapport en ook Vrehen kon zich er grotendeels in vinden. IKL ging in juli 2021 failliet en Vrehen is sindsdien wederom werkzaam als zelfstandig interim manager en omgevingsmanager.